# Eudoxia Kyjevská
Eudoxia Kyjevská (rusky Евдоксия Ярославна, polsky Eudoksja Izjasławówna; 1131?–1187?) byla princezna Kyjevské Rusi, manželka Měška III. Starého a od roku 1173 polská kněžna. Byla dcerou kyjevského knížete Izjaslava II. Mstislaviče z rodu Rurikovců a jeho první manželky Anežky Štaufské, dcery římského krále Konráda III.

## Život
V roce 1154 se Eudoxia provdala za ovdovělého Měška III., který chtěl zřejmě tímto svazkem posílit vztahy s Rurikovci. Během manželství Eudoxia manželovi porodila pět dětí, tři syny – Boleslava, Měška a Vladislava – a dvě dcery, Salomenu a Anastázii.
V roce 1173 se Měšek po smrti svého staršího bratra Boleslava IV. stal polským knížetem seniorem a Eudoxia kněžnou. Už v roce 1177 se však Měškův nejstarší syn Odon proti otci vzbouřil za pomoci svého strýce Kazimíra. Důvodem ke vzpouře bylo to, že Měšek favorizoval své mladší potomky a tlačil na Odona, aby se stal knězem, což by vedlo k jeho vyloučení z následnictví.
Měšek III. utekl do Čech, kde neúspěšně žádal o pomoc svého zetě Soběslava II., do Německa a Pomořan, kde se mu podařilo získat podporu druhého zetě Bogislava I. O osudech Eudoxie není nic známo. Jistě odešla do exilu se svým manželem a byla stále naživu, když Měšek III. v roce 1182 znovu získal Velkopolsko, ale již byla po smrti v roce 1191, kdy se Měšek znovu stal polským seniorem. Podle některých zdrojů zemřela okolo roku 1187, podle jiných byla naživu ještě v roce 1209.